# Condizione necessaria e sufficiente
Una condizione necessaria e sufficiente, nella logica di una proposizione, è quell'evento che è vero se e solo se la proposizione è vera.

## Gli elementi
- La condizione necessaria è quella che deve essere soddisfatta affinché la proposizione sia vera. Formalmente, una condizione Q è necessaria per una proposizione P se P implica Q (formalmente P {\displaystyle \Rightarrow }Q). Ad esempio, la facoltà di respirare è necessaria per continuare a vivere, se non si avesse possibilità di respirare, non si sarebbe più vivi; il respiro però non è sufficiente per rimanere in vita, perché si può morire anche respirando. Oppure, è necessario che un numero primo maggiore di 2 sia dispari, ma non è sufficiente per p essere dispari per essere primo.

- La condizione sufficiente è quella che, se soddisfatta, garantisce la verità della proposizione. Formalmente, una condizione Q è sufficiente per una proposizione P se Q implica P (formalmente Q {\displaystyle \Rightarrow }P). Ad esempio, saltare è sufficiente per abbandonare il suolo, ma non è necessario per abbandonare il suolo, in quanto ci si può innalzare in vari modi. Oppure, la divisibilità per 6 di un numero è sufficiente affinché il numero sia pari, ma non è necessaria (esistono numeri pari non divisibili per 6).

- Alcune condizioni possono essere necessarie e sufficienti. Ad esempio, per una matrice quadrata di numeri reali, il fatto che il suo determinante sia diverso da zero è condizione necessaria e sufficiente affinché essa sia invertibile.

## Condizione necessaria

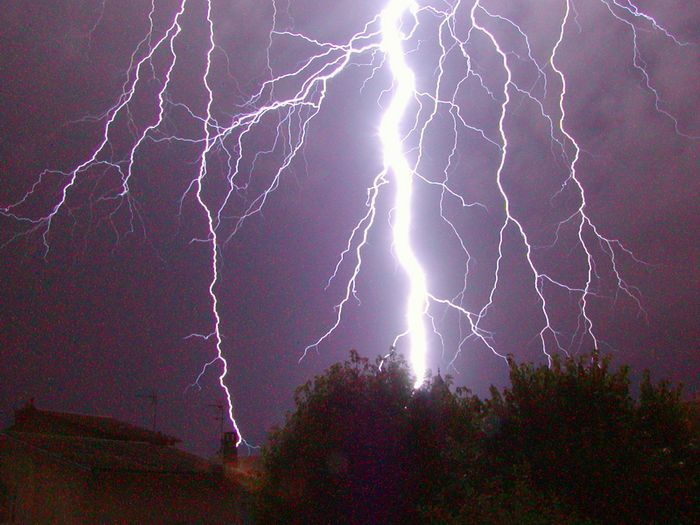
Il fulmine è necessario e sufficiente per il tuono, e viceversa. Questo avviene perché entrambi gli accadimenti sono parte dello stesso fenomeno.

Per capire se P è necessaria per Q bisogna chiedersi se vale la formulazione "se P non è vera, allora Q non è vera". Per contrapposizione, questo è uguale a dire "ogni volta che Q è vera, anche P è vera". La relazione logica tra di esse è espressa da "Se Q allora P" (in inglese: "If Q, then P") o "P {\displaystyle \Leftarrow } Q" (Q implica P), e si può anche trovare scritta come "Q solo se P", "P ogni volta che Q" o "P quando Q". In molti casi, una condizione necessaria è parte di una gamma di condizioni, come mostrato nell'esempio 4.
Esempio 1: Si consideri la proposizione "Essere un dittatore è necessario per essere presidente a vita"; se non si è dittatore, allora è impossibile ricoprire tale carica, ma se si ricopre tale carica, allora si è automaticamente dittatore.
Esempio 2: Si supponga che ogni fulmine causi un tuono (per quanto debole possa essere il tuono) e si supponga che per "tuono" si intenda il suono causato dal fulmine. Allora si potrebbe dire che "il tuono è necessario per il fulmine", perché se non ci fosse alcun tuono, allora non ci sarebbe alcun fulmine. Cioè, se avviene il fulmine, allora deve crearsi anche un tuono.
Esempio 3: Un alimentatore funzionante è necessario per il funzionamento di un computer.
Esempio 4: Come esempio di condizione non necessaria, si consideri un rettangolo e un quadrato. Si noti che essere un quadrato non è condizione necessaria per essere rettangolo, in quanto ci sono rettangoli che non sono quadrati. D'altra parte, essere un rettangolo è necessario per essere un quadrato, con l'ulteriore condizione dei lati uguali.
In moltissimi testi di matematica talvolta è scritto esplicitamente "Condizione necessaria ma non sufficiente", proprio ad indicare la netta distinzione tra le due categorie. Tale scrittura comunque è da interpretare semplicemente come "Condizione necessaria".

## Condizione sufficiente
Affermare che P è sufficiente per Q equivale a dire che "se P è vera, allora Q è vera", oppure che "ogni qualvolta si avvera P, si avvera anche Q". La relazione logica è espressa dall'espressione "Se P allora Q" (o in inglese: "If P then Q"), oppure "P {\displaystyle \Rightarrow } Q", e si può anche trovare scritta come "P implica Q." 
Esempio 1: Per semplicità, si supponga che ogni persona sia biologicamente maschio o femmina, e che un padre sia un maschio biologico che ha dato vita a un figlio. Allora "essere padre" è condizione sufficiente per essere maschio.
Esempio 2: Come nel paragrafo precedente, si supponga che il tuono sia causato dal fulmine. Allora "il tuono è sufficiente per il fulmine", perché se si sente un tuono, allora deve essere stato generato da qualche fulmine.
Esempio 3: Un computer funzionante è condizione sufficiente per supporre che esista un alimentatore funzionante, un monitor funzionante ecc.
Esempio 4: Essere un quadrato è sufficiente per essere un rettangolo, ed è anche sufficiente per avere i lati di uguale lunghezza.
Esempio 5: Come esempio di condizione non sufficiente, si consideri l'esempio "uomo/donna". Essere uomo non è sufficiente per essere padre, perché ci sono uomini che non hanno figli.

## Relazione tra "necessario" e "sufficiente"
La proposizione "P è sufficiente per Q" è lo stesso che dire "Q è necessario per P", perché in entrambe le proposizioni "P implica Q".
Esempio: "Essere un rettangolo è necessario per essere un quadrato". Di conseguenza, "essere un quadrato è sufficiente per essere un rettangolo".

## Condizioni necessarie e sufficienti
Dire che P è necessaria e sufficiente per Q equivale a dire due cose:
1. P è necessaria per Q (P {\displaystyle \Leftarrow } Q)
2. P è sufficiente per Q (P {\displaystyle \Rightarrow } Q)

Ad esempio, se Maria mangia sempre carne di lunedì, ma mai in ogni altro giorno, si può dire che "essere lunedì è condizione necessaria perché Maria mangi carne". Questo è vero perché Maria non mangia carne in nessun altro giorno che non sia lunedì. Ma "essere lunedì è condizione sufficiente perché Maria mangi carne", perché è vero che Maria mangerà sempre carne il lunedì.
Considerando l'esempio tuono/fulmine come mostrato nelle precedenti sezioni, "il tuono è necessario per il fulmine", perché se non ci sono tuoni, allora non ci sono stati fulmini che li hanno creati. "Il tuono è sufficiente per il fulmine" perché il tuono deve essere stato originato da un fulmine.
La relazione tra essere un quadrato ed essere un rettangolo non è necessaria e sufficiente, nonostante l'ordinamento delle condizioni "quadrato" e "rettangolo". "Essere un rettangolo è necessario per essere quadrato", e "essere un rettangolo non è sufficiente per essere quadrato". "Essere un quadrato è sufficiente per essere un rettangolo", ma "essere un quadrato non è necessario per essere un rettangolo". Come mostrato nelle condizioni necessarie (Esempio 4) e nelle condizioni sufficienti (Esempio 4), ci sono condizioni multiple coinvolte nella relazione rettangolo-quadrato. 
Nel calendario gregoriano, c'è un esempio di questo concetto. Febbraio è l'unico mese che ha meno di 30 giorni, così la relazione si può utilizzare in due modi: si può associare l'idea "febbraio - meno di 30 giorni" oppure "meno di 30 giorni - febbraio". Se si specifica però la durata del mese (28 o 29 giorni), allora si deduce immediatamente che si sta parlando di febbraio, ma se si menziona febbraio, è necessaria qualche altra indicazione (l'anno) per sapere se possiede 28 o 29 giorni.
"P è necessaria e sufficiente per Q" esprime lo stesso concetto di "P se e solo se Q" (P{\displaystyle \Leftrightarrow }Q).

## Una possibile descrizione alternativa
A chiarire i medesimi concetti, potrebbe essere utile la seguente loro descrizione alternativa, che appare meglio corrispondere all'utilizzo che se ne fa nel "linguaggio comune".
Va precisato prima di tutto il contesto in cui è lecito introdurre il concetto di "condizione". Si intende che sia stato specificato un "universo" non vuoto U di riferimento, al quale faranno capo tutti gli "individui" (o gli "oggetti", o le "cose") di cui si sta parlando in generale, più un determinato sottoinsieme, vuoto o non vuoto, A di U, che conterrà tutti quegli individui di cui si sta parlando in particolare. Si contempla pure il caso che A possa essere vuoto non perché si suppone che si voglia discettare ... del nulla, ma perché si potrebbe voler discutere di individui che ancora non si sa se esistano oppure no.
Ciò premesso, una CONDIZIONE C è una definizione nominalistica (ovvero, un'espressione linguistica dotata di significato autonomo e compiuto, che distingue senza ambiguità gli elementi di A da quelli del complementare di A) di un sottoinsieme vuoto o non vuoto di U, diciamolo X(C).
Una condizione C è NECESSARIA per gli elementi di A se X(C) contiene A. Volendo ancora esprimersi in termini di "implicazione", si può scrivere in effetti "informalmente": A ---> C.
Nel definire le condizioni SUFFICIENTI, sarà bene distinguere il caso della condizione vuota (X(C) = vuoto) da quello della condizione non vuota. Se C è non vuota, C è una condizione sufficiente per A se A contiene X(C) (ancora in termini di "implicazione informale", si può scrivere: C ---> A). Se C è invece vuota, appare legittimo sostenere che C può essere intesa come una condizione sufficiente solamente per l'insieme A vuoto (in effetti C diventa in questo caso anche una condizione necessaria).
Di conseguenza, una condizione C è NECESSARIA E SUFFICIENTE per qualsiasi insieme A allora e solo allora che sussista l'identità:
A = X(C) (ciò vale sia nel caso che C sia non vuota, sia nel caso che C sia vuota). 
Le definizioni sono così poste che, ovviamente, una definizione nominalistica dello stesso insieme A, diventa una condizione necessaria e sufficiente per A.
La cautela di fronte al caso delle condizioni vuote ha il proprio fondamento nella circostanza che una qualsiasi assurdità può essere interpretata come una definizione nominalistica dell'insieme vuoto (che in quanto tale sembrerebbe avere un maggior numero di definizioni nominalistiche di qualsiasi altro insieme), e che risulta quanto meno bizzarro per l'uso comune del concetto considerarla una condizione sufficiente per gli elementi di un qualsiasi insieme non vuoto A.
Si osservi anche che, secondo l'approccio alternativo appena illustrato, non sussiste la sorta di "simmetria" tra condizioni necessarie e sufficienti, che invece risulta in conformità al primo punto di vista descritto nella presente voce. I ruoli della condizione C e dell'insieme A sono infatti qui nettamente differenziati. Per esempio, nel caso di condizioni C necessarie per un insieme A che potrebbe risultare anche vuoto (secondo un diverso punto di vista, ed in parole povere, "A" fungerebbe inversamente da "condizione sufficiente" per X(C), ma è stato proposto per la definizione di sufficienza di una condizione vuota qualche accorgimento supplementare che evitasse affermazioni manifestamente paradossali), sembra opportuno accettare invece tutte tali condizioni, sia vuote sia non vuote, dal momento che l'interesse attuale è centrato sulla conoscenza dell'insieme A, non dell'insieme X(C), ed attraverso la determinazione di alcune di siffatte condizioni necessarie per A si può arrivare a saperne di più, al limite a dover constatare appunto che A è necessariamente privo di elementi.
In conclusione, si può ritenere che, tutte le volte che in un qualsiasi "discorso" si utilizzano i concetti di condizione, necessaria, sufficiente, etc., si ha in mente (per lo più sottintesa, ma di immediata esplicitazione dietro richiesta) una corrispondenza di tipo "logico generale" con quanto sopra detto: altrimenti, si porta avanti un'argomentazione terminologicamente imperfetta.